# Tondo

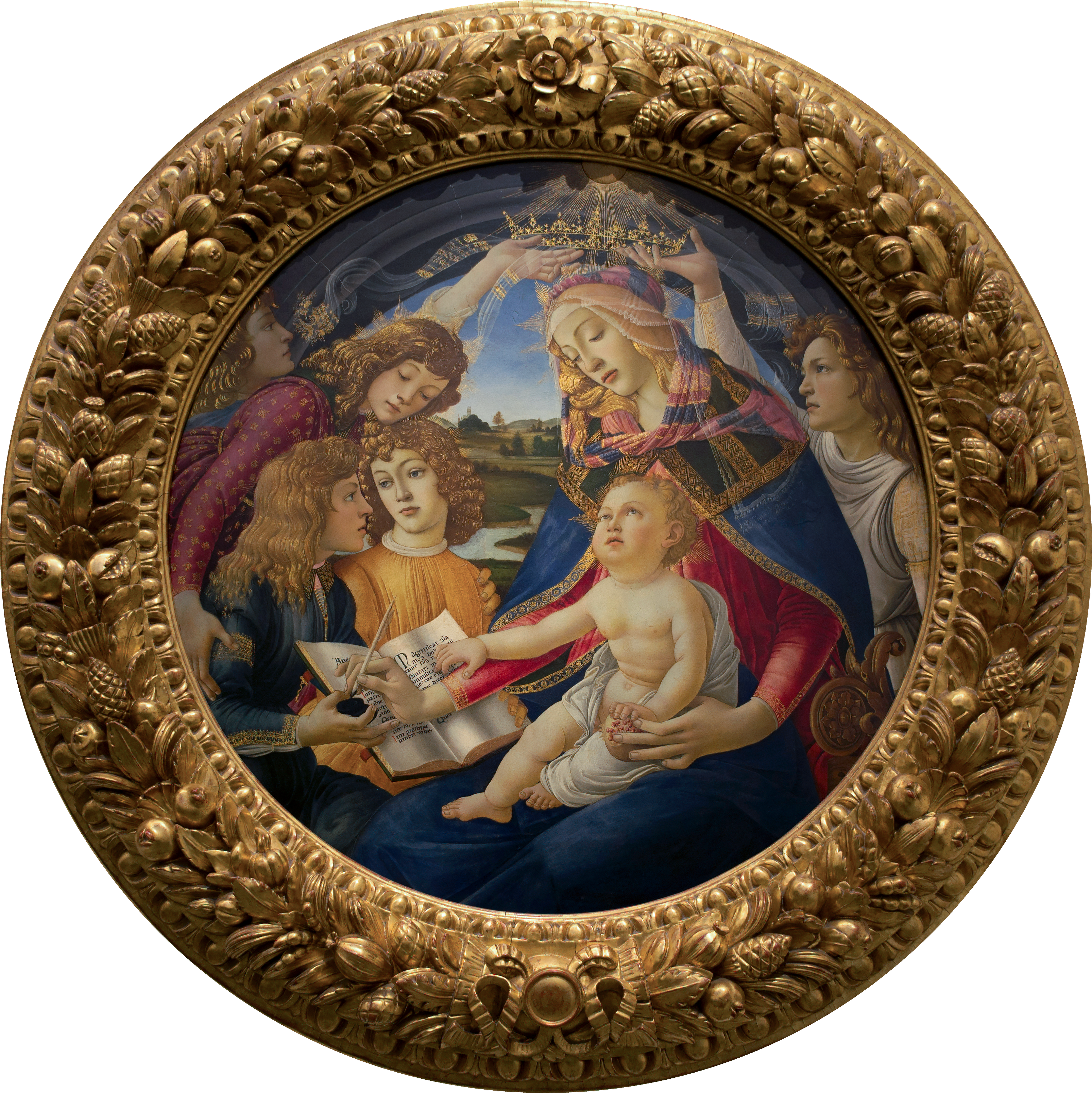
Madona do Magnificat de Botticelli

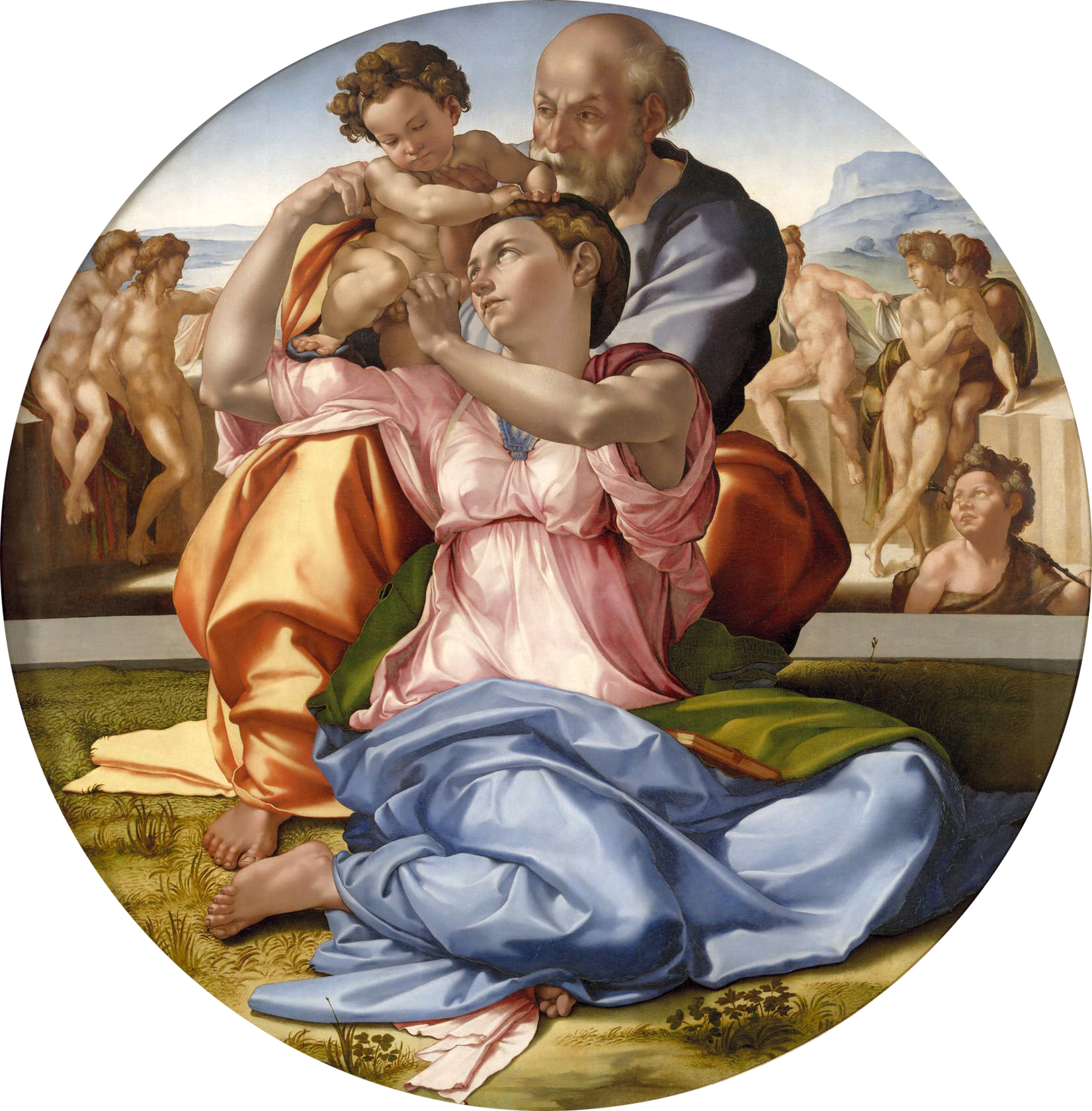
Tondo Doni de Michelangelo.

Tondo (no plural tondi) é um termo renascentista para uma obra de arte circular, seja uma pintura ou uma escultura. A palavra deriva do italiano rotondo, "redondo". Uma escultura em relevo circular ou oval também é chamada de roundel.

## História
Os artistas criaram tondi desde a antiguidade grega. As pinturas circulares no centro dos vasos pintados desse período são conhecidas como tondi, e o interior da ampla taça de vinho baixa chamada kylix também se prestou a composições circulares emolduradas.  Embora o mais antigo verdadeiro tom renascentista, ou gótico tardio pintado seja burguês, de Champmol (de uma Pietà de Jean Malouel de 1400-1415, agora no Louvre), o tondo tornou-se moda na Florença do século 15, revivido como uma forma clássica, especialmente na arquitetura. Também pode ter se desenvolvido a partir do desco da parto menor ou bandeja de parto. O desco da parto de Masaccio de cerca de 1423 pode ser um dos primeiros a usar a perspectiva linear, outra característica do Renascimento. Também usando perspectiva linear foi Donatello para o estuque tondi criado por volta de 1435-1440 para a Sagrestia Vecchia na Basílica de San Lorenzo projetado por Brunelleschi, um dos edifícios mais proeminentes do início do Renascimento. Já para o Hospital dos Inocentes de Brunelleschi (1421-24), Andrea della Robbia forneceu bebês de terracota vidrados em roupas de pano em tondos com fundos azuis lisos para serem colocados nos spandrels dos arcos. Andrea e Luca della Robbia criaram tondi de terracota vidrada que muitas vezes eram emoldurados em uma coroa de frutas e folhas, que eram destinados a imurar em uma parede de estuque. O Bartolini Tondo de Filippo Lippi (1452-1453) foi um dos primeiros exemplos de tais pinturas.
Na pintura, Botticelli criou muitos exemplos, tanto Madonas quanto cenas narrativas, e Michelangelo empregou o tom circular para várias composições, tanto pintadas quanto esculpidas, incluindo o Doni Tondo nos Uffizi, assim como Rafael.
No século XVI, o estilo pictórico de decoração istoriato para louças maiolica foi aplicado a grandes pratos circulares (ver também carregador). Desde então, tem sido menos comum. Na pintura The Last of England, de Ford Madox Brown, o corrimão de arame do navio curvando-se em torno das figuras ajuda a envolver a composição em sua forma de tondo.

## Exemplos

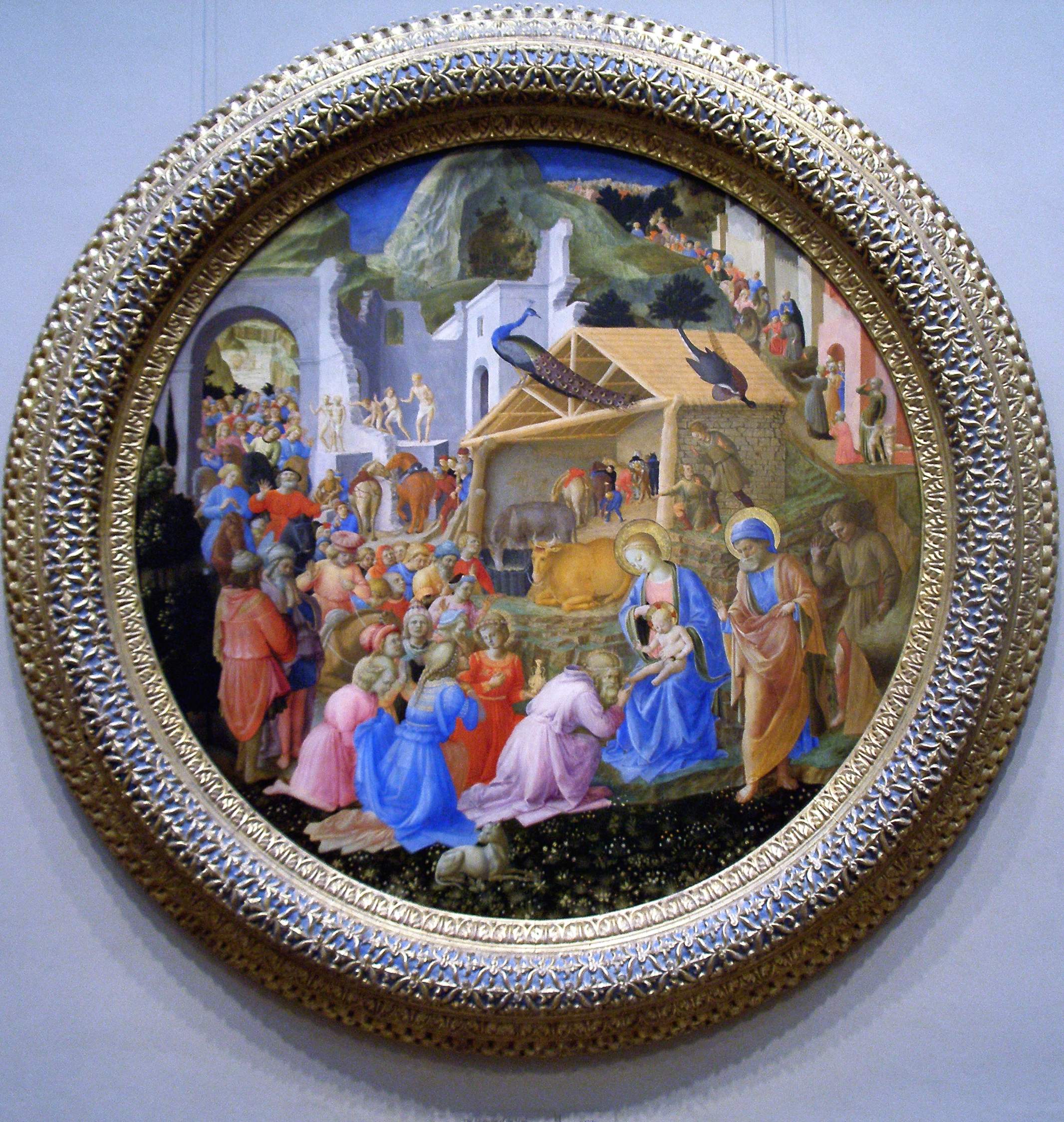
O Tondo Cook de Fra Filippo Lippi e/ou Fra Angelico
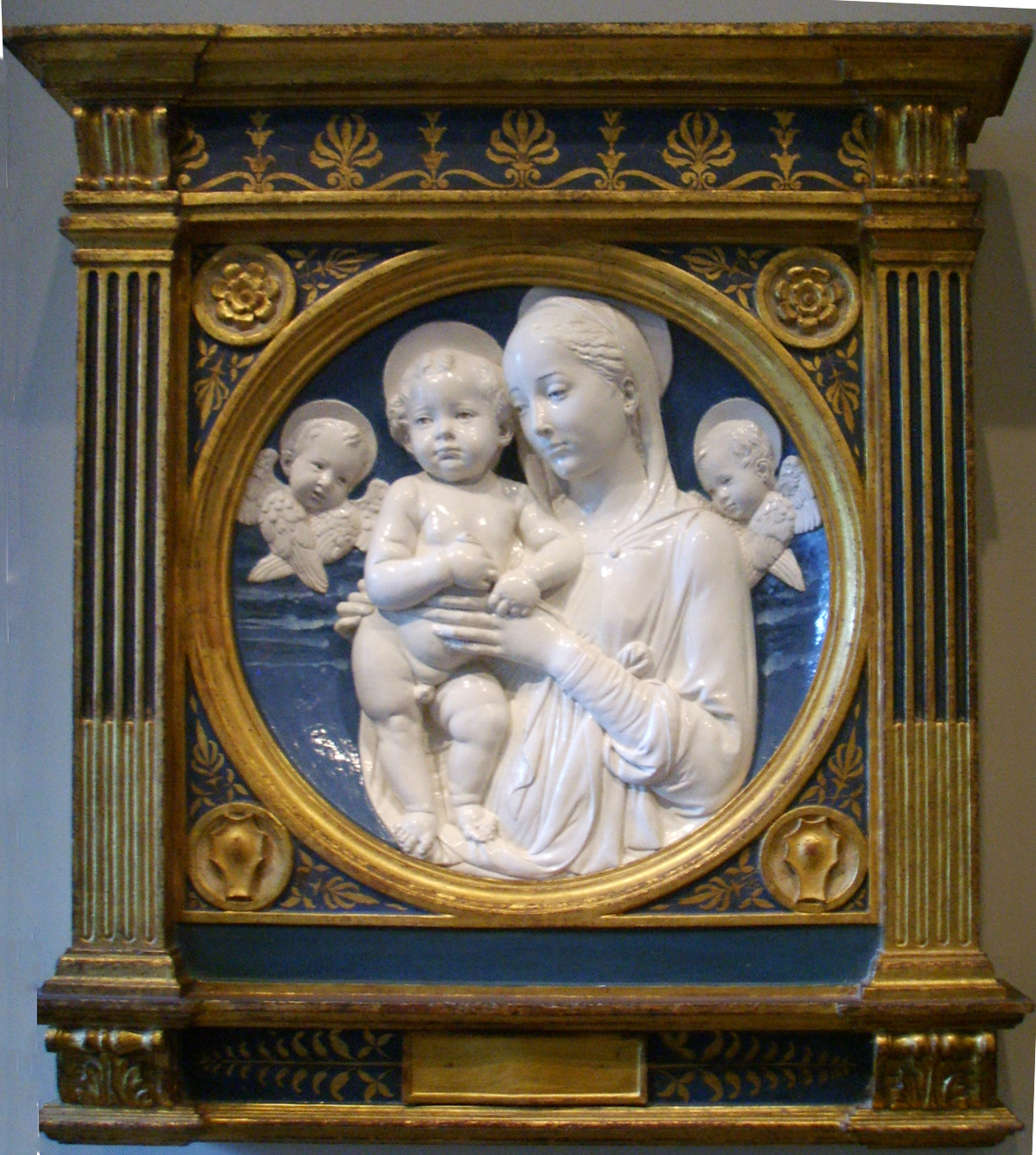
Baixo-relevo em terracotta invetriata de Andrea della Robbia
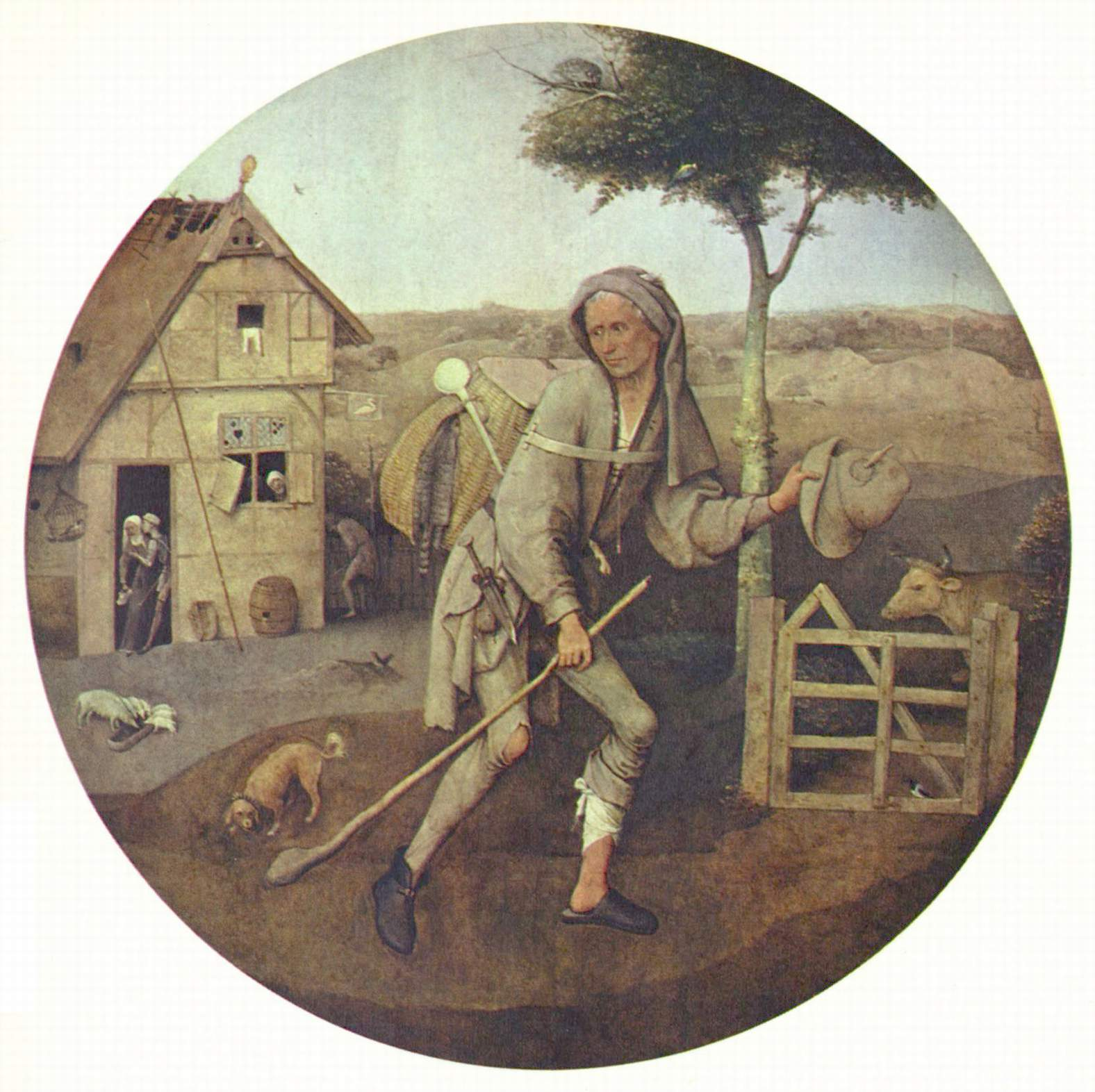
O Filho Pródigo de Jérôme Bosch
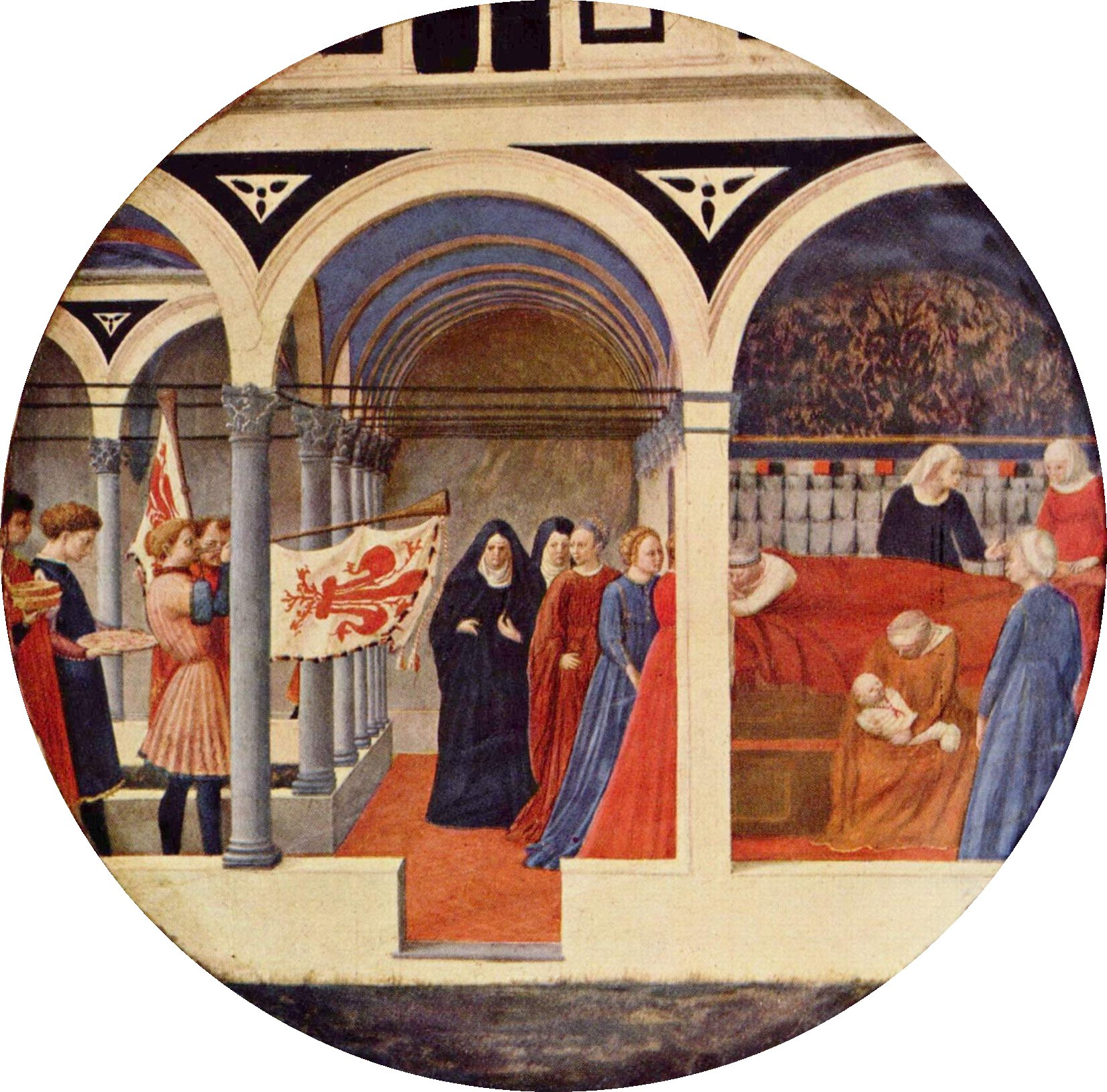
Desco da parto de Masaccio
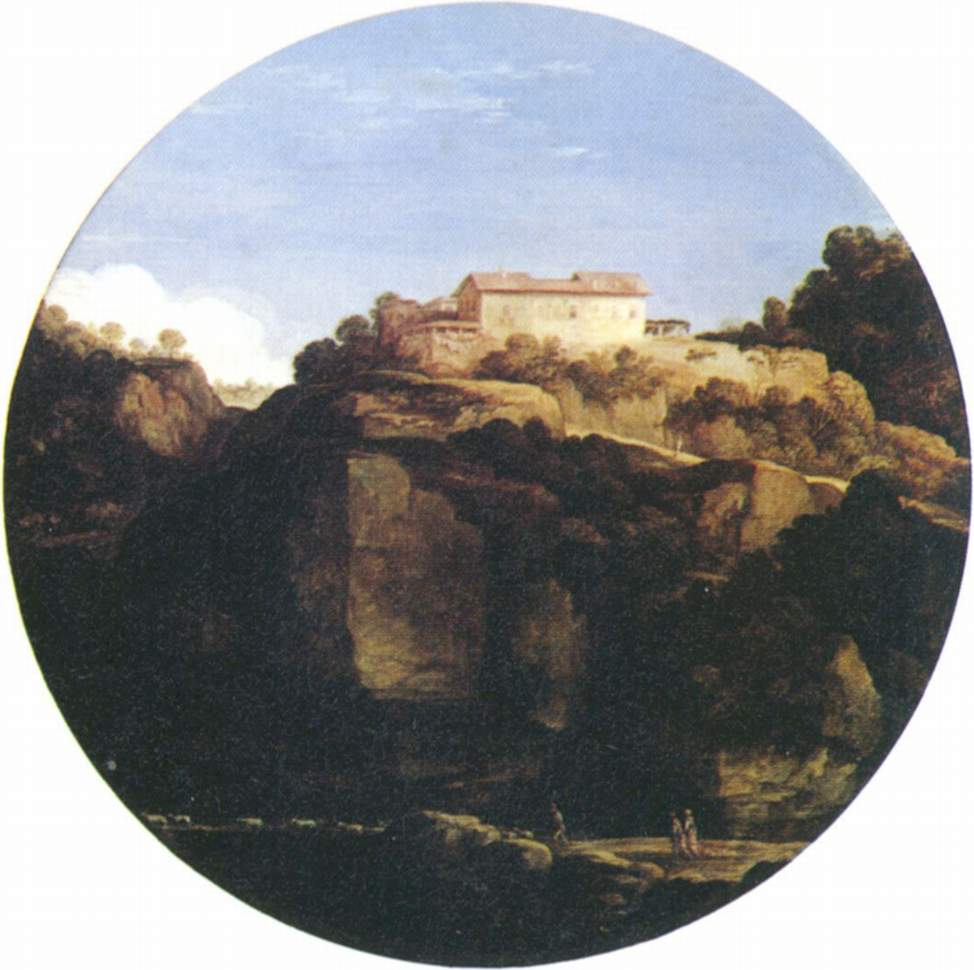
Paisagem de Goffredo Wals